# 冠啄果鸟
冠啄果鳥是屬於雀下目冠啄果鳥科的鳥類，棲息在新幾內亞的亞熱帶或熱帶山地森林。
冠啄果鸟体重约41.79克，翼长约102.1毫米，嘴峰长约18.7毫米，喙宽度约4.3毫米，喙厚度约5毫米，跗蹠长约29.3毫米，尾长约97.7毫米。冠啄果鸟在其分布区内为留鸟，是草食性动物，主食为水果。

## 亚种
- ：分布于新几内亚东南部的中央高地等山区。
- ：分布于新几内亚东南部休恩半岛的山区。[4]